# Éric de Cromières
Éric de Cromières (Argel, 20 de novembro de 1953 – Clermont-Ferrand, 23 de julho de 2020) foi um diretor de esportes e diretor executivo da empresa Michelin.

## Biografia
Nascido em Argel, Éric de Cromières era filho do capitão do exército francês Bermondet de Cromières e de Eliane de Vigneral. Mudou-se para a França com 11 anos de idade. Descobriu o rúgbi enquanto morava em Dax e jogou até os 24 anos pelo time de sua universidade, o HEC Paris. Depois de se formar, ele se juntou à Marinha Francesa como oficial em Toulon.
Após o serviço militar, iniciou sua longa carreira trabalhando para a Michelin, começando como representante de vendas em Roanne. Trabalhou como gerente de vendas e gerente geral até se aposentar da empresa em 31 de março de 2015, após ter servido no comitê executivo desde 2005.
Em 2006, Cromières tornou-se membro do conselho de administração da ASM Clermont Auvergne. Em 2012, René Fontès o escolheu para ser seu sucessor como Diretor do clube sindical de rugby - Cromières iniciou seu mandato em 2013.
Em 2017, após o conflito entre a Liga Nacional de Rugby e a Federação Francesa de Rugby, a Liga nomeou Cromières para a Comissão de Reconciliação e Diálogo para ajudar a encontrar uma saída da crise. Os cinco outros presidentes de clube que o acompanharam na Comissão foram Mourad Boudjellal, René Bouscatel, Vincent Merling, Pierre-Yves Revol e Alain Tingaud. Em junho de 2017, os dois grupos chegaram a um acordo sobre a disponibilidade de jogadores para competições internacionais, a principal questão entre eles na época. Cromières fazia parte de um comitê para ajudar a manter as relações entre ambas estabelecidas de 2018 a 2023. O comitê também incluiu Didier Lacroix, Alain Gaillard e Emmanuel Eschalier.
Éric de Cromières morreu de câncer em 23 de julho de 2020 com a idade de 66 anos.